# Barre de contrôle (imprimerie)
Pour les articles homonymes, voir Barre de contrôle.

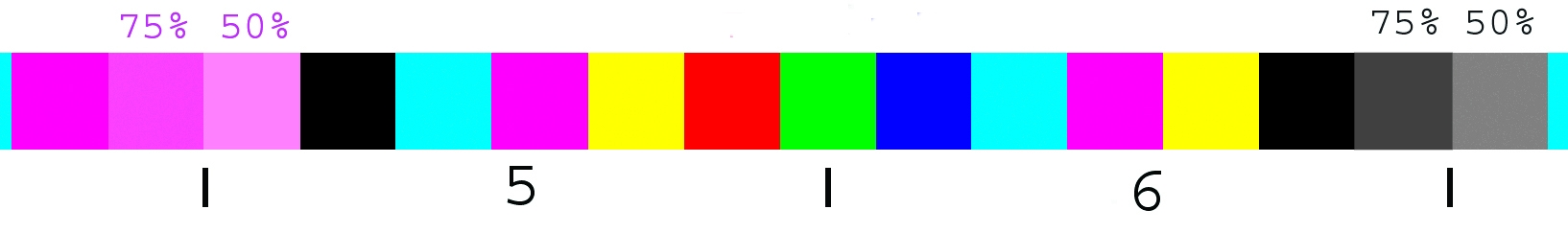
Extrait d'une gamme de contrôle

Le plus gros frein à la standardisation de l'industrie graphique réside dans la subjectivité des jugements concernant la qualité d'une image (trop rouge pour l'un, trop contrastée pour un autre).
Il est impératif pour rendre industriel le processus d'impression d'établir un standard de la qualité : savoir ce qu'il est possible ou non d'exiger d'un imprimeur.
Ce (ou ces) standard une fois établi, il importe de créer un outil pour contrôler et maintenir la conformité à ce standard tout au long du processus.
C'est ainsi que l'on a créé la barre de contrôle, communément appelée gamme de contrôle (mais cette terminologie peut prêter à confusion car une "gamme" désigne également en PAO un nuancier de couleurs tramé ainsi que les "gammes progressives" (violette ou verte) que les imprimeurs réclamaient jadis pour guider leur travail), petit élément mesurable qui doit figurer aussi bien sur l'épreuve contractuelle que sur le tirage d'impression et mesurable par tous et à tout moment.
Il existe plusieurs modèles de barres de contrôle proposés par des organismes internationaux spécialisés dans le contrôle et la standardisation de l'impression offset (GATF pour les États-Unis, FOGRA pour l'Allemagne, UGRA en Suisse ou System Brunner l'un des plus répandus en Europe). Mais tous utilisent le même principe.
Une barre de contrôle comporte des petits éléments (généralement des carrés de 5 à 6 millimètres de côté ayant des fonctions différentes : mesurer la charge d'encre (densité maxi), l'élargissement du point de trame, le graissage des plaques, la superposition des encres (trapping), l'équilibre des gris, le doublage et même la contrefaçon dans certains cas. Il s'agit d'élément aplats et tramés ou encore beaucoup plus complexes.
Ces petits pavés sont juxtaposés et disposés en tronçons répétés. 
Les barres doivent être placées de manière à couvrir toute la largeur de la feuille (laize) et généralement du côté des pinces (en début d'encrage).
Pour les épreuves contractuelles (bon à tirer) au contraire on souhaite qu'elles soient compactes pour pouvoir éventuellement accompagner chaque page si elles doivent être découpées.